# Dendronephthya densa
Dendronephthya densa is een zachte koraalsoort uit de familie Nephtheidae. De koraalsoort komt uit het geslacht Dendronephthya. Dendronephthya densa werd in 1906 voor het eerst wetenschappelijk beschreven door Kükenthal. 